# Lene Maria Christensen

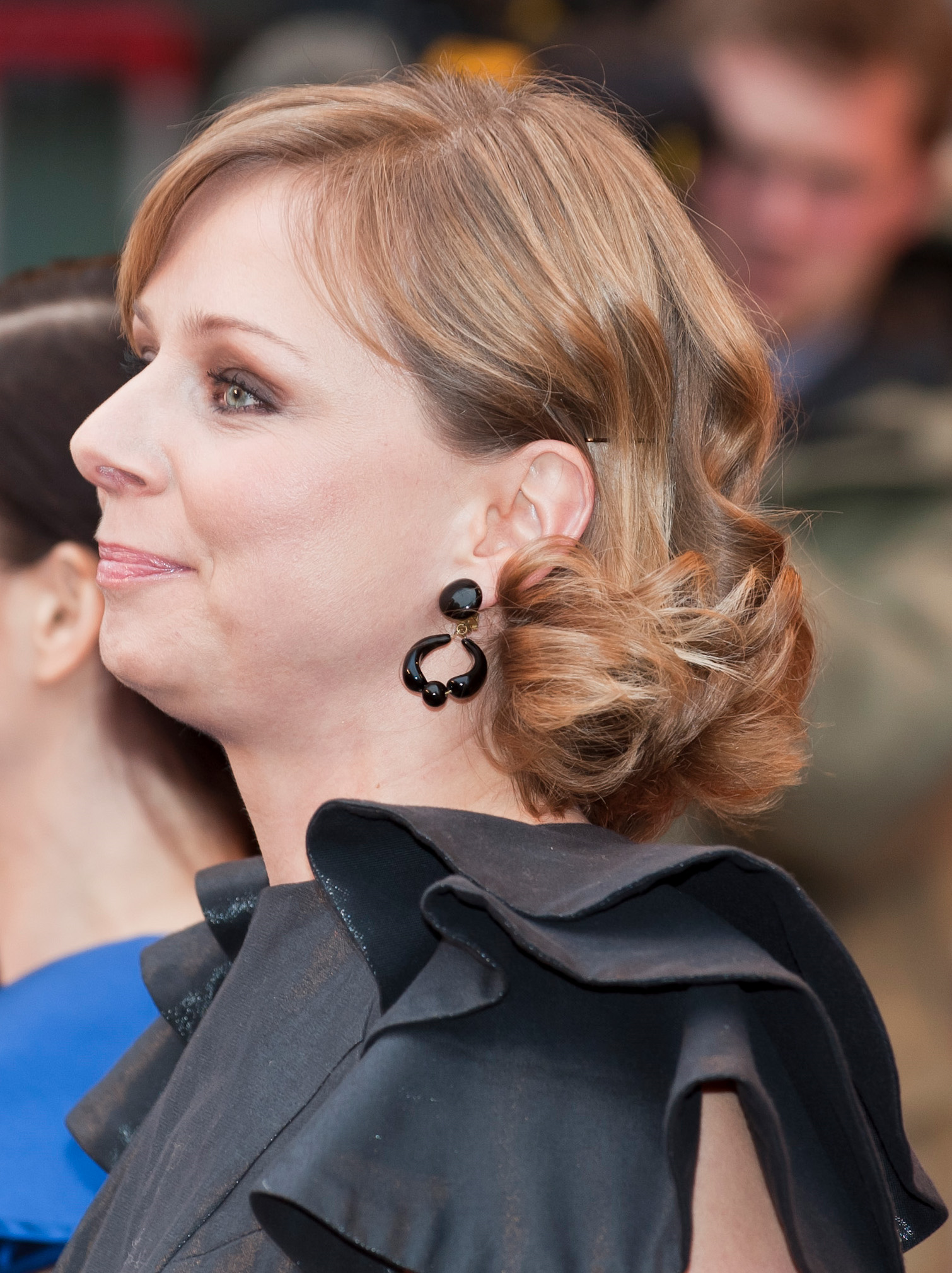
Lene Maria Christensen auf der Berlinale 2010.

Lene Maria Christensen (* 10. April 1972 in Hillerød, Dänemark) ist eine dänische Theater- und Filmschauspielerin.

## Biografie
Lena Maria Christensen absolvierte von 1995 bis 1999 eine Schauspielerausbildung an der Statens Teaterskole (Staatlichen Theaterschule) in Kopenhagen. Danach hatte sie einige Auftritte an verschiedenen dänischen Theatern. Sie debütierte als Theaterschauspielerin am Det Danske Teater in dem Stück Skærmydsler (Scharmützel). Ihren Durchbruch hatte sie 2000 als Constanze Weber in Amadeus im Østre Gasværk (Ost-Gaswerk) im Jahr 2001. Im Theater hat sie hatte die Rollen 2003 als Julie in norway.today auf Husets Teater und 2005 als Isabella in Lige for lige im Grønnegårdsteatret. 2007 spielte sie die Yvonne in dem Olsenbande-Musical Olsen Banden og den russiske juvel (Die Olsenbande und das russische Juwel) in der Glashalle in Tivoli. Des Weiteren wirkte sie als Schauspielerin in mehreren dänischen Film- und Fernsehproduktionen mit. Einige wichtige Rollen im Fernsehen hatte sie in den Serien Hotellet und Forsvar sowie in den Filmen Terribly Happy, Fidibus sowie in Marie Krøyer.
Lene Maria Christensen heiratete am 17. September 1995 den Illustrator Anders Bach Petersen.

## Filmografie

### Film
- 2001: Sommer mit Onkel Erik (Min søsters børn)
- 2003: Alt, neu, geliehen & blau (Se til venstre, der er en svensker)
- 2003: Møgunger
- 2004: Brothers – Zwischen Brüdern (Brødre)
- 2005: Store planer
- 2005: Nynne
- 2006: Fidibus
- 2007: Guldhornene
- 2008: Terribly Happy (Frygtelig lykkelig)
- 2011: Eine Familie (En familie)
- 2012: Sover Dolly på ryggen?
- 2012: Marie Krøyer
- 2013: Der Nordwesten (Nordvest)
- 2017: Small Town Killers (Dræberne fra Nibe)
- 2022: Ustyrlig
- 2022: Rose – Eine unvergessliche Reise nach Paris (Rose)

### Fernsehserien
- 2000–2001: Hotellet
- 2003: Langt Fra Las Vegas
- 2005: Jul i Valhal
- 2009: Lulu & Leon
- 2012: Julestjerner
- 2013: Dicte
- 2013: Arven efter Veronika
- 2014–2017: Die Erbschaft (Arvingerne)
- 2018: Small Town Criminals – Vollzeiteltern, Teilzeitgauner (Friheden)
- 2019: Killing Mike (Fred til lands)
- 2021: Tod von Freunden
- 2022: Drømmeren

## Nominierungen und Auszeichnungen
- 2008: Ove-Sprogøe-Preis
- 2009: Robert – Beste Hauptdarstellerin in Terribly Happy
- 2009: Bodil – Beste Hauptdarstellerin in Terribly Happy
- 2011: Lauritzen-Preis[1]
- 2014: Nominierung Robert – Beste Hauptdarstellerin in Der Nordwesten
- 2023: Bodil – Beste Nebendarstellerin in Rose – Eine unvergessliche Reise nach Paris